# تايرون براكستون
تايرون براكستون (بالإنجليزية: Tyrone Braxton)‏ هو لاعب كرة قدم أمريكية أمريكي، ولد في 17 ديسمبر 1964 في ماديسون في الولايات المتحدة.

## وصلات خارجية
- تايرون براكستون على موقع مرجع كرة القدم المحترفة.كوم (الإنجليزية)